# Брикен (Палатинат)
Брикен (њем. Brücken) општина је у њемачкој савезној држави Рајна-Палатинат. Једно је од 98 општинских средишта округа Кузел. Према процјени из 2010. у општини је живјело 2.267 становника. Посједује регионалну шифру (AGS) 7336011.

## Географски и демографски подаци
Брикен се налази у савезној држави Рајна-Палатинат у округу Кузел. Општина се налази на надморској висини од 247 метара. Површина општине износи 8,1 km². У самом мјесту је, према процјени из 2010. године, живјело 2.267 становника. Просјечна густина становништва износи 279 становника/km².